# Cheyenne Wells (Colorado)
Cheyenne Wells es un pueblo ubicado en el condado de Cheyenne en el estado estadounidense de Colorado. En el año 2010 tenía una población de 846 habitantes y una densidad poblacional de 313,3 personas por km².

## Geografía
Cheyenne Wells se encuentra ubicada en las coordenadas 38°49′16″N 102°21′13″O / 38.82111, -102.35361.

## Demografía
Según la Oficina del Censo en 2000 los ingresos medios por hogar en la localidad eran de $36 563, y los ingresos medios por familia eran $45 132. Los hombres tenían unos ingresos medios de $32 941 frente a los $23 077 para las mujeres. La renta per cápita para la localidad era de $18 840. Alrededor del 11.1% de la población estaba por debajo del umbral de pobreza.